# 櫻井有里沙
櫻井 有里沙（さくらい ありさ、1992年10月8日 - ）は、日本のリポーター。

## 概要
- 神奈川県藤沢市生まれ、京都府京都市生まれ[1]
- 趣味は、美味しい食べ物巡り、旅行、映画鑑賞(特にディズニー、ミュージカル)
- 特技は書道など。
- 好きな食べ物は、母の手料理、ハンバーグ、カレー、おにぎりが大好物。
- 小学生の頃から同級生に「サック」と呼ばれている。(九九の授業がきっかけ)
- 2015年4月から2018年3月までNHK奈良放送局を経て、2018年4月からNHK大阪放送局に異動し、現在は『ニュースほっと関西』でリポーターとして活動中。

## 出演
- ならナビ（NHK奈良放送局） - キャスター、リポーター
- ニュースほっと関西（NHK大阪放送局） - リポーター
- ぐるっと関西おひるまえ（NHK大阪放送局） - リポーター ※不定期出演
- ウイークエンド関西（NHK大阪放送局） - リポーター  ※不定期出演